# Ажогін Віталій Васильович
Віталій Васильович Ажогін (17 червня 1938, Шахти — 25 лютого 1987, Одеса) — український науковець-кібернетик, доктор технічних наук, професор, ректор Одеського політехнічного інституту.

## Біографія
В. В. Ажогін народився 17 червня 1938 року в м. Шахти Ростовської області РРФСР.
В 1958 році закінчив Серпуховське військове авіаційно-технічне училище. Служив в Радянській Армії старшим техніком. В 1965 році закінчив Київський політехнічний інститут за спеціальністю «Автоматика і телемеханіка». До 1967 року працював в Київському Інженерно-будівельному інституті. З 1967 до 1985 року пройшов шлях від асистента до завідувача кафедр автоматизації теплоенергетичних процесів (1980—1983 рр.) та обчислювальної техніки в інженерних і економічних розрахунках (1983—1985 рр.) Київського політехнічного інституту.
В 1972 році захистив кандидатську дисертацію «Дослідження і розробка системи автоматичної оптимізації процесу нейтралізації у виробництві аміачної селітри». У 1975 році здобув вчене звання доцента кафедри технічної кібернетики. В 1974—1975 роках проходив наукове стажування у США, перебував у наукових відрядженнях в Бельгії, Німеччині, Польщі.

Могила Віталія Ажогіна, Байкове кладовище

В 1979 році захистив дисертацію «Оптимальні системи цифрового управління хіміко-технологічними процесами» на здобуття наукового ступеня доктора технічних наук. В 1981 році присвоєно вчене звання професора кафедри технічної кібернетики.
В 1985—1987 роках обіймав посади ректора Одеського політехнічного інституту й професора кафедри автоматики та телемеханіки.
Помер на 49-му році життя 25 лютого 1987 року. Похований у Києві, на Байковому кладовищі, разом з донькою.

## Наукова діяльність
Основними напрямками наукових досліджень були автоматизовані системи управління технологічними процесами, теорія автоматичного управління.
В. В. Ажогін був заступником керівника Комісії автоматизованих систем управління технологічними процесами науково-технічної ради Мінвузу СРСР, керівником такої ж Комісії Мінвузу УРСР, головою підсекції «Автоматика» Мінвузу УРСР, членом ради секції «Кібернетика» Академії наук УРСР.
Творчий доробок складає 185 наукових праць, з яких 35 — авторські свідоцтва на винаходи, 3 монографії, 5 навчальних посібників, 1 підручник («Автоматизація проектування АСУ ТП», який був удостоєний Державної премії України).

## Праці
- Оценки коэффициентов алгоритма НЦУ химико-технологическими объектами и выбор периода квантования систем // Известия вузов. Приборостроение. — 1978. — № 9. — С. 29 –33.
- Исследование систем НЦУ неустойчивых, неминимально фазовых  и с чистым запаздыванием технологических объектов // Известия вузов. Приборостроение. — 1979. — № 12. — С. 32 — 36.
- Оптимальное дискретное управление одним классом уравнений в частных производных / В. В. Ажогин, М. З. Згуровский // Автоматика. — 1982. — № 1. — С. 53–59.
- Оптимальные системы цифрового управления технологическими процессами: монография / В. В. Ажогин, В. И. Костюк. — Киев: Техніка, 1982. — 174 с.
- Автоматизированное проектирование математического обеспечения АСУ ТП / В. В. Ажогин, М. З. Згуровский. — Киев: Вища школа, 1986. — 335 с.

## Нагороди
- Державна премія УРСР в галузі науки і техніки.
- Медаль ВДНГ СРСР.
- Диплом ВДНГ УРСР.
- Знак «Винахідник СРСР».